# Aristea polycephala
Aristea polycephala är en irisväxtart som beskrevs av Hermann August Theodor Harms. Aristea polycephala ingår i släktet Aristea och familjen irisväxter. Inga underarter finns listade i Catalogue of Life.